# Dioon tomasellii
Dioon tomasellii De Luca, Sabato & Vázq.Torres, 1984 è una pianta appartenente alla famiglia delle Zamiaceae, endemica del Messico.
L'epiteto specifico è un omaggio al botanico Ruggero Tomaselli (1920-1982).

## Descrizione
È una specie con portamento arborescente, con fusti alti meno di 1 m.

Le foglie, disposte a corona all'apice del fusto, sono lunghe 100–200 cm, ricoperte da una peluria tomentosa nelle piante giovani, glabre a maturità, e sono composte da 140-180 foglioline lineari-lanceolate, di consistenza coriacea, di colore verde brillante, lunghe 10–18 cm, inserite sul rachide con un angolo di circa 90°. Le foglioline basali sono ridotte a spine.

È una specie dioica, con coni maschili ovoidali-fusiformi, di colore grigio-bruno, lunghi 25–50 cm e con diametro di 6–10 cm, e coni femminili ovoidali, lunghi 20–30 cm, con diametro di 15–20 cm.

I semi sono ovoidali, lunghi 25–35 mm, rivestiti di un tegumento di colore da bianco-crema a rosso.

## Distribuzione e habitat
La specie ha un areale relativamente vasto che ricade negli stati messicani di Durango, Guerrero, Jalisco, Michoacán e Nayarit.
 
L'habitat è rappresentato dai boschi di querce e pini della Sierra Madre del Sud e della Sierra Madre Occidentale, da 600 a 1.850 m di altitudine.

## Conservazione
La IUCN Red List classifica D. tomasellii come specie vulnerabile.

La specie è inserita nella Appendice II della Convention on International Trade of Endangered Species (CITES).